# Młodzieżowe Indywidualne Mistrzostwa Polski na Żużlu 2001
Młodzieżowe Indywidualne Mistrzostwa Polski na Żużlu 2001 – zawody żużlowe, mające na celu wyłonienie medalistów młodzieżowych indywidualnych mistrzostw Polski w sezonie 2001. Rozegrano dwa turnieje półfinałowe oraz finał, w którym zwyciężył Jarosław Hampel.

## Finał
- Częstochowa, 30 września 2001
- Sędzia: Henryk Kowalski

| Msc. | Zawodnik              | Klub         | Pkt   |             |  |
| ---- | --------------------- | ------------ | ----- | ----------- |  |
| 1    | Jarosław Hampel       | Piła         | 12 +3 | (3,2,3,2,2) |  |
| 2    | Krzysztof Słaboń      | Wrocław      | 12 +2 | (3,1,2,3,3) |  |
| 3    | Łukasz Jankowski      | Leszno       | 11    | (0,3,3,3,2) |  |
| 4    | Rafał Okoniewski      | Gorzów Wlkp. | 10    | (3,3,3,d,1) |  |
| 5    | Michał Szczepaniak    | Ostrów Wlkp. | 10    | (2,0,3,3,2) |  |
| 6    | Dawid Kujawa          | Zielona Góra | 9     | (2,3,w,1,3) |  |
| 7    | Łukasz Romanek        | Rybnik       | 9     | (2,2,2,3,0) |  |
| 8    | Tomasz Chrzanowski    | Toruń        | 9     | (3,2,1,1,2) |  |
| 9    | Rafał Kurmański       | Zielona Góra | 9     | (2,1,1,2,3) |  |
| 10   | Zbigniew Czerwiński   | Częstochowa  | 8     | (1,3,2,2,0) |  |
| 11   | Roman Chromik         | Rybnik       | 6     | (1,1,1,0,3) |  |
| 12   | Michał Robacki        | Bydgoszcz    | 5     | (0,2,t,2,1) |  |
| 13   | Mariusz Fierlej       | Leszno       | 4     | (1,0,1,1,1) |  |
| 14   | Karol Baran           | Rzeszów      | 2     | (0,1,0,1,0) |  |
| 15   | Andrzej Zieja         | Wrocław      | 2     | (1,0,d,0,1) |  |
| 16   | Janusz Kołodziej      | Tarnów       | 0     | (w,0,0,0,0) |  |
|      | rez. Krzysztof Mikuta | Opole        | 2     | (2)         |  |